# Piracuruca
Piracuruca is een gemeente in de Braziliaanse deelstaat Piauí. De gemeente telt 26.499 inwoners (schatting 2009).
De gemeente grenst aan Cocal, Caraúbas do Piauí, Brasileira, Batalha, São João da Fronteira, Cocal dos Alves en São José do Divino.